# A Child's Garden of Verses
A Child's Garden of Verses es una colección de poesía infantil del autor escocés Robert Louis Stevenson. El primer capítulo apareció en 1885 bajo el título de Penny Whistles, ha sido muy reeditado y a menudo en versiones ilustradas. Contenía 65 poemas como "Foreign Children," "The Land of Counterpane," "Bed in Summer," "My Shadow" y "The Swing."